# Abraham Gesner
Abraham Pineo Gesner (2 mai 1797 à Cornwallis, en Nouvelle-Écosse, Canada –- 29 avril 1864 à Halifax, Nouvelle-Écosse) est un médecin et un géologue qui devint le principal fondateur de l'industrie pétrolière moderne.

## Biographie
Tout en pratiquant la médecine, Gesner continua à entretenir sa passion pour la géologie. En 1836, il publia une étude sur la minéralogie de la Nouvelle-Écosse, qui incluait une carte géologique détaillée donnant des informations sur les principales réserves de charbon et de fer en Nouvelle-Écosse. En 1838, il fut nommé géologue provincial pour le Nouveau-Brunswick avec pour mission d'effectuer un relevé géologique semblable. En faisant ses recherches, il découvrit en 1839 l'albertite, qu'il nomma d'après le comté d'Albert, où elle fut trouvée.
En 1842, Gesner ouvrit le Musée Gesner, à Saint-Jean, au Nouveau-Brunswick, premier musée public du Canada. Ce musée devint plus tard le prestigieux Musée du Nouveau-Brunswick.
Les recherches de Gesner sur les minéraux lui permirent de découvrir en 1846 un procédé pour faire un meilleur carburant avec le charbon. Son nouveau produit, qu'il appela kérosène mais qui était fréquemment appelé huile de charbon, brûlait mieux et était moins cher que les huiles de baleine et végétales utilisées à l'époque. En 1850, Gesner créa la Kerosene Gaslight Company qui commença à installer des éclairages dans les rues d'Halifax et bientôt à d'autres endroits. En 1854, il s'implanta aux États-Unis où il créa la North American Kerosene Gas Light Company, à Long Island. La demande devint tellement grande que la capacité de production de son entreprise devint insuffisante, mais la découverte du pétrole, à partir duquel on pouvait aussi faire du kérosène, régla le problème d'approvisionnement.
Abraham Gesner continua ses recherches sur les carburants et écrivit de nombreuses études scientifiques concernant l'industrie incluant une publication de 1861 intitulée A Practical Treatise on Coal, Petroleum and Other Distilled Oils qui devint la référence dans le domaine. Finalement, la compagnie de Gesner fut absorbée par Standard Oil et il retourna à Halifax, où il fut nommé professeur d'histoire naturelle à l'Université Dalhousie.
En 1933, Imperial Oil Ltd., une filiale de Standard Oil, érigea un monument au Cimetière de Camp Hill d'Halifax pour rendre hommage à la contribution d'Abraham Gesner à l'industrie pétrolière. En 2000, Postes Canada émit un timbre en son honneur.